# Непоцијан
Флавије Јулије Попилије Непоцијан Константин (лат. Flavius Iulius Popilius Nepotianus Constantinus) је био син Еутропије (полусестре цара Константина Великог) и Вирија Непоцијана. Тако је Непоцијан по мајци био унук цара Констанција Хлора.
После устанка Магненција, Непоцијан се прогласио за цара и ушао је Рим, на челу групе гладијатора, 3. јуна 350. године, што је натерало градског префекта Тицијана, који је био присталица Магненција, да побегне из града. 
Магненције је у Рим послао брзо једног свог официра и Непоцијан је био убијен 30. јуна 350. године, свега 28 дана пошто се прогласио за цара. Његова глава, набијена на колац, проведена је кроз читав град, да би је сви видели. Наредног дана убијена је и Еутропија.
Један је од ретких римских царева који је на новчићима сликан са брадом, због чега се верује да је по убеђењу био паган. во Ово је у супротности са христограмима који се појављују уз његов лик. Такође, приказани су Рим и Викторија, карактеристични за пагане. Током своје кратке владавине, није заговарао прогон хришћана.